# Hildegard Strübing

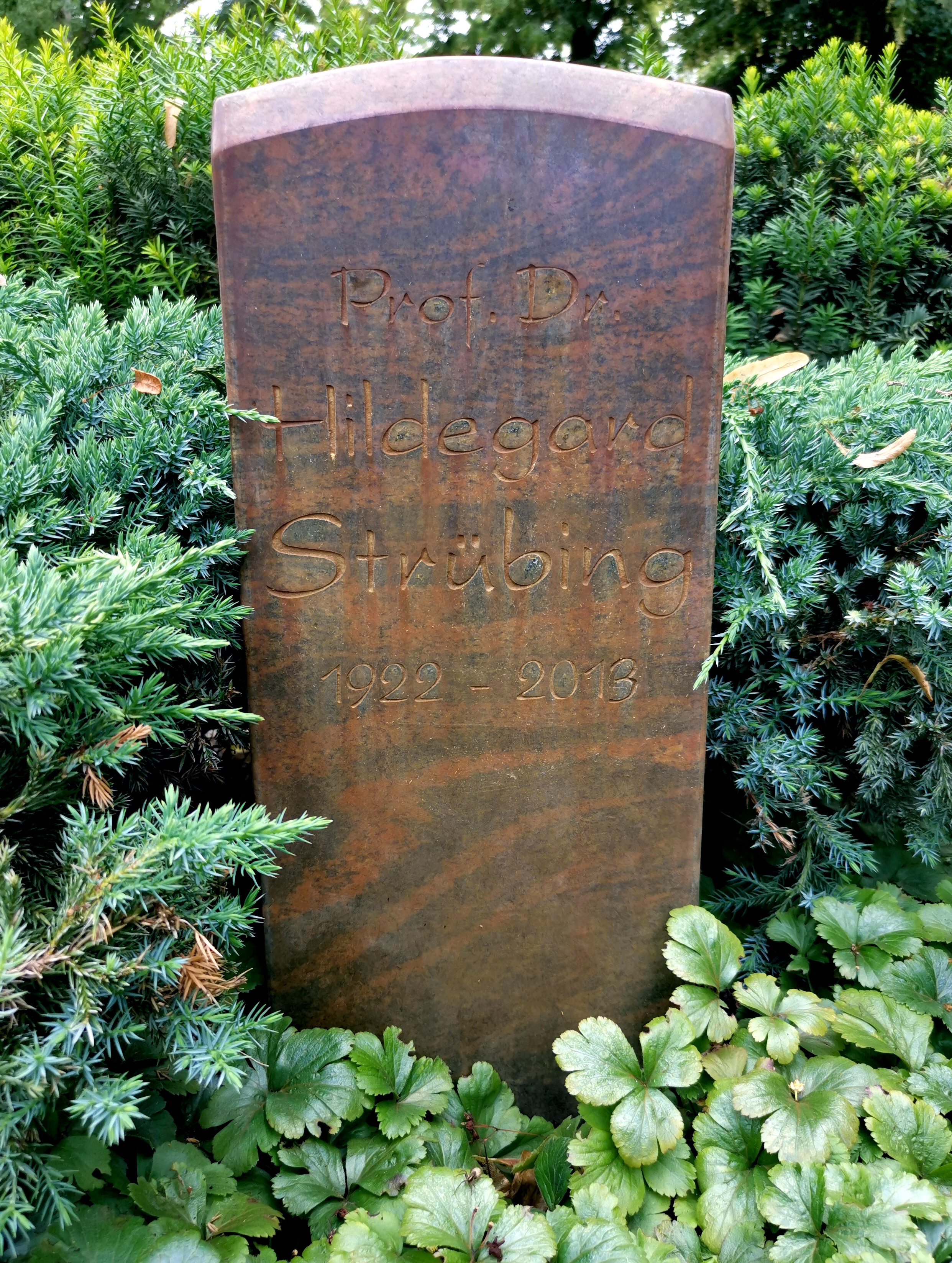
Grab auf dem Friedhof Steglitz

Hildegard Strübing (* 8. Mai 1922 in Berlin; † 18. Mai 2013 ebenda) war eine deutsche Zoologin.

## Leben
Hildegard Strübing war die Tochter von Agnes (Marie Emma) Strübing geborene Schatz (1896–1978). Hildegard Strübing begann 1940 ein Studium der Biologie, Chemie und Geographie und wurde an der Friedrich-Wilhelms-Universität in Berlin mit einer Dissertation über den Temperatursinn von Amphibien promoviert. Ihre Promotionsurkunde erhielt sie am 25. April 1945. Sie arbeitete zunächst bei Konrad Herter bis zu dessen Emeritierung im Jahre 1959. 1971 wurde sie zur Professorin an der Freien Universität Berlin ernannt. Sie beschäftigte sich dort hauptsächlich mit der akustischen und vibratorischen Kommunikation von Zikaden (Auchenorrhyncha).
Hildegard Strübing erhielt im Jahre 1995 die Fabricius-Medaille der Deutschen Gesellschaft für allgemeine und angewandte Entomologie. Anlässlich der Entomologentagung in Berlin erhielt Frau Strübing 2011 den Insect Drummer Award für ihre Arbeiten zur Kommunikation bei Insekten. Frau Strübing starb kurz nach ihrem 91. Geburtstag und wurde am 20. Juni 2013 auf dem Friedhof Steglitz beigesetzt.

## Publikationen
- Schneeinsekten. 2. Aufl., Hohenwarsleben 2004, ISBN 978-3-89432-665-4
- In memoriam Klaus Günther. Duncker und Humblot, Berlin 1975, ISBN 978-3-428-03520-5
- Reinhard Bickerich, Jürgen Damboldt, Volkmar Denckmann, Johannes Gerloff, Paul Hiepko, Karl Lenz, Werner Odenbach, Hildegard Strübing: Prof. Dr. Theo Eckardt (1910-1977). In: Willdenowia. Band 8, Heft 2, 1978, S. 219–233 (JSTOR)